# برادفیلد کورنر (ایندیانا)
برادفیلد کورنر (به انگلیسی: Bradfield Corner) یک منطقهٔ مسکونی در ایالات متحده آمریکا است که در شهرستان پارک، ایندیانا واقع شده‌است. برادفیلد کورنر ۲۰۰ متر بالاتر از سطح دریا واقع شده‌است.